# سد العاقول
سد العاقول هو سد خرساني في المملكة العربية السعودية افتتح في عام 1979 ويقع في منطقة المدينة المنورة. والذي يعد أكبر سد بالمدينة المنورة.

## تاريخ
يعد سدّ العاقول أوّل السدود التي شيدت في المدينة المنوّرة، حيث أنشئ عام 1370 هـ، فحجزت مياه الوادي لتغذية الآبار الزراعية في المنطقة، ثم إنشاء سدّ آخر تبلغ سعته مليون م3.

## الخصائص
أنشئ سد العاقول من نوع خرساني من أجل تأمين مياه الشرب والري والاستفادة من موارد المياه في الوادي، وقد بلغ طول السد 450 مترًا بارتفاع بلغ 11 مترًا في عام 1979 م (1399هـ)، يبلغ المتوسط السنوي لكمِّية المياه الجارية 3.25 مليون م3، وبلغ أكبر مقدار للجريان السطحي 14.4 مليون م3 في وادي العاقول في عام 1984م.

## الغرض
وكان الهدف من إنشاء السد هو:
- توفير المياه للآبار في المناطق خلف السد واستبدال استعمال المياه الجوفية في المنطقة.
- تأمين مياه الشرب من خلال محطَّات التنقية.
- تأمين مياه الرَّي لأغراض الزراعية.
- حماية المدينة والقُرى من أخطار السيول والفيضانات.

## جيولوجيا
ويُعتبر حوض وادي العاقول من الأحواض الرسوبية، وعلى الرغم من قلَّة سمك الترسبات في الوادي، تشكّل هذه الترسبات خزّانات للمياه الجوفية، وتزداد كمّية هذه المياه مع زيادة الأمطار، وتكرار السيول، وكذلك يحيط بالوادي من الجهة الغربية الصخور البازلتية الناتجة عن ثوران بركان 645 هـ، وكذلك الأجزاء الجنوبية. تتألَّف هذه الحَرَّات في حوض الوادي من الصخور البازلتية ومن طبقات مُتعاقبة من الصخور البازلتية، والطَّفلة، الرملي، والحصباء.